# Mathilde Seigner

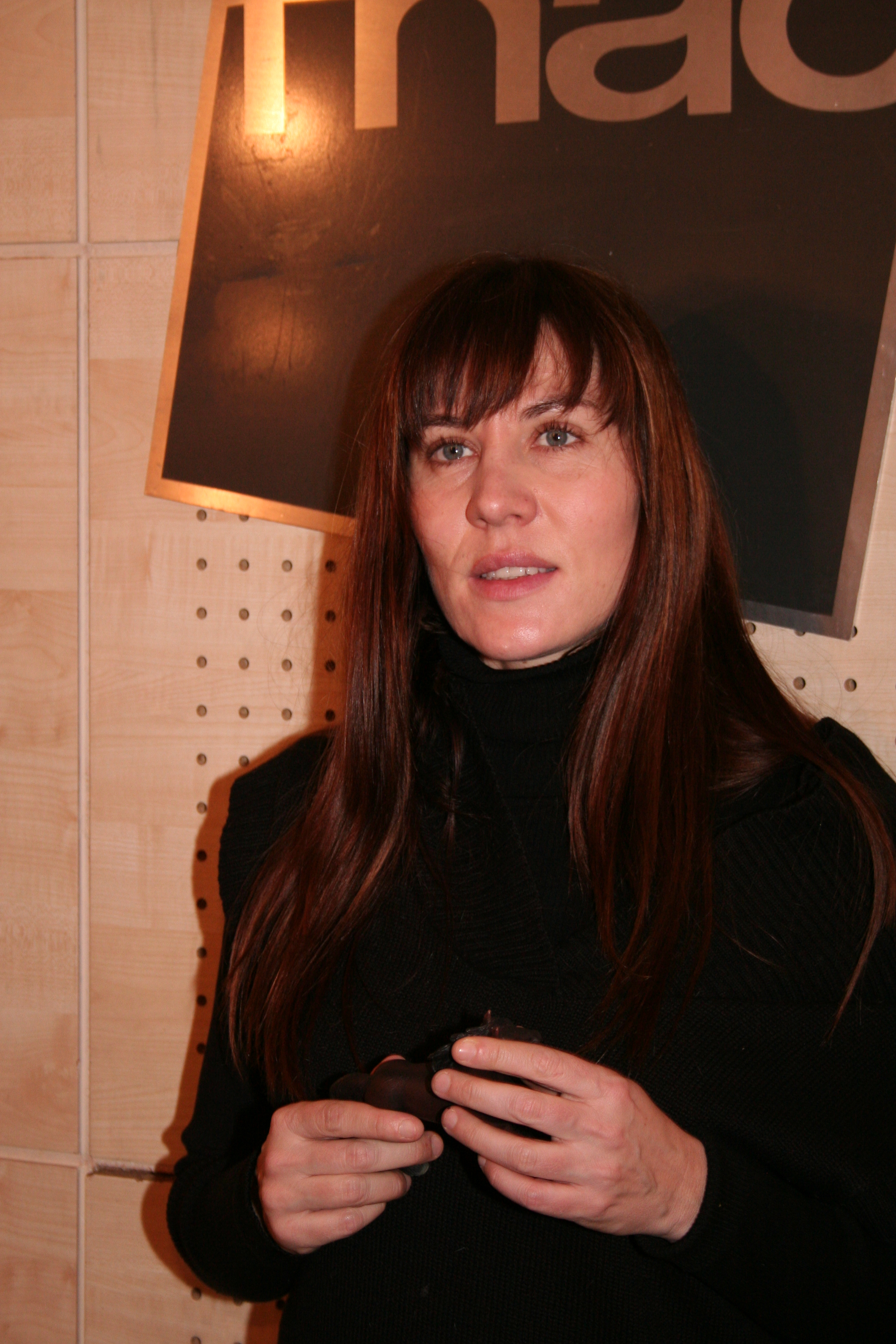
Actrița la Paris în 2007

Mathilde Seigner (n. 17 ianuarie 1968, Paris, Région parisienne, Franța)  este o actriță de teatru și de film, franceză. 

## Biografie
Mathilde Seigner s-a născut în 1968 într-o familie de artiști, ca fiică a unui cunoscut fotograf și a unei jurnaliste. Bunicul ei a fost Louis Seigner (1903–1991), decan al Comediei-Franceze, care era foarte respectat în Franța, iar mătușa ei a fost actrița Françoise Seigner. Este sora actriței Emmanuelle Seigner și a cântăreței Marie-Amélie Seigner.
Actrița, descrisă drept „băiețoasă”, și-a finalizat pregătirea la renumitul Cours Florent parizian, unde au început și carierele lui Isabelle Adjani, Christopher Lambert și Sophie Marceau. Seigner și-a făcut debutul în lungmetraj în 1994 alături de sora ei mai mare Emmanuelle, cu un rol secundar în tragicomedia lui Claude Miller, Zâmbetul. Descoperirea ei a venit odată cu al doilea rol în filmul de debut al lui Christine Carrière, Rosine. Rolul tinerei mame, care suferă de schimbări de dispoziție și se confruntă cu întoarcerea soțului ei dispărut, i-a adus Premiul Michel Simon în 1995.
De atunci, ea a apărut în mod regulat în alte producții cinematografice. Seigner a apărut ca sora unui star de spectacol travestit (interpretat de Johnny Hallyday) în Curățătorie chimică (1997) sau ca Samantha nepoliticoasă și sinucigașă din hitul Frumoasa Venus (1999) al lui Tonie Marshall, în timp ce a apărut în filmul de debut al lui Christian Carion, Une hirondelle a fait le printemps în care a interpretat o tânără fată de oraș care visează la viață la țară alături de Michel Serrault. A fost nominalizată la César la categoria César pentru cea mai bună actriță în rol secundar pentru filmele Curățătorie chimică și Salonul de cosmetică „Vénus beauté”. A primit o altă nominalizare la César în 2001 pentru comedia neagră premiată a lui Dominik Moll, Harry, un ami qui vous veut du bien, în care ea și soțul ei din film Laurent Lucas trebuie să se ferească de un coleg de școală psihopat (interpretat de Sergi López).
Seigner, care în trecut a avut o relație cu Anthony Delon, fiul lui Alain Delon,[1] locuiește din 2006 cu cameramanul Mathieu Petit, pe care l-a cunoscut în timp ce filma 3 Amis (2007). Din relație a rezultat un fiu, care s-a născut pe 10 august 2007.

## Filmografie selectivă
- 1994 3000 scénarios contre un virus, regia Jean Achache : segmentul Attente
- 1994 Zâmbetul (Le Sourire), regia Claude Miller : Tututt
- 1995 Rosine, regia Christine Carrière
- 1996 Mémoires d'un jeune con, regia Patrick Aurignac
- 1997 Curățătorie chimică (Nettoyage à sec), regia Anne Fontaine
- 1999 Salonul de cosmetică „Vénus beauté” (Vénus beauté (institut)), regia Tonie Marshall
- 1999 Soacra mea iubită (Belle Maman), regia Gabriel Aghion
- 1999 Timpul regăsit (Le Temps retrouvé), regia Raoul Ruiz

- 2000 Harry, un ami qui vous veut du bien, regia Dominik Moll
- 2001 Une hirondelle a fait le printemps, regia Christian Carion
- 2001 Laptele tandreței umane (Le Lait de la tendresse humaine), regia Dominique Cabrera
- 2001 Betty Fisher și alte povești (Betty Fisher et autres histoires), regia Claude Miller
- 2003 Tristan, regia Philippe Harel
- 2004 Mariages !, regia Valérie Guignabodet
- 2004 Parizienii (Les Parisiens), regia Claude Lelouch
- 2005 Le Courage d'aimer, regia Claude Lelouch
- 2006 Camping, regia Fabien Onteniente
- 2007 Danse avec lui, regia Valérie Guignabodet
- 2007 Joc în patru (Détrompez-vous), regia Bruno Dega : Lisa
- 2007 3 amis, regia Michel Boujenah
- 2009 Quelque chose à te dire, regia Cécile Telerman

- 2010 Camping 2, regia Fabien Onteniente
- 2010 Trésor, regia Claude Berri și Francois Dupeyron
- 2011 Războiul nasturilor (La Guerre des boutons), regia Yann Samuell
- 2013 Max, regia Stéphanie Murat
- 2015 En mai, fais ce qu’il te plaît, regia Christian Carion
- 2016 Retour chez ma mère, regia Éric Lavaine
- 2017 Boule et Bill 2, regia Pascal Bourdiaux
- 2017 Chacun sa vie, regia Claude Lelouch
- 2017 Coexister, regia Fabrice Éboué
- 2019 Edmond, regia Alexis Michalik
- 2019 Ni une ni deux, regia Anne Giafferi
- 2019 Ibiza, regia Arnaud Lemort

- 2021 Un tour chez ma fille, regia Éric Lavaine
- 2022 Chœur de rockers, regia Ida Techer și Luc Bricault

## Premii și nominalizări
- 1995 Prix Michel Simon, Acteurs à l’Écran, pentru Rosine
- 1998 Nominalizare la Premiul César – Beste Nebendarstellerin, für Nettoyage à sec – Eine Dreierbeziehung
- 1999 Premiul Romy-Schneider
- 2000 Nominalizare la Premiul César – Cea mai bună actriță în rol secundar, pentru „Vénus beauté”
- 2001 Nominalizare la Premiul César – Cea mai bună actriță în rol secundar, pentru Harry, un ami qui vous veut du bien
- 2001 Festivalul Mondial de Film de la Montreal – Premiul pentru Cea mai bună actriță (împreună cu Sandrine Kiberlain și Nicole Garcia), pentru Betty Fisher și alte povești
- 2002 Festivalul de film de la Cabourg – Premiul Swann d'or, cea mai bună actriță în rol secundar, pentru Une hirondelle a fait le printemps